# Федеріка Фортуні
Федеріка Фортуні (італ. Federica Fortuni; нар. 30 вересня 1974) — колишня італійська тенісистка.
Найвищу одиночну позицію світового рейтингу — 155 місце досягла 10 липня 1995, парну — 287 місце — 22 вересня 1997 року.

## Фінали ITF
| турніри $75,000 |
| турніри $50,000 |
| турніри $25,000 |
| турніри $10,000 |

### Одиночний розряд: 4 (1–3)
| Результат | Ранг | Дата           | Турнір           | Покриття | Суперниця        | Рахунок             |
| --------- | ---- | -------------- | ---------------- | -------- | ---------------- | ------------------- |
| Поразка   | 1.   | 7 березня 1994 | Простейов, Чехія | Тверде   | Кім де Вейлле    | 2–6, 6–7(4)         |
| Поразка   | 2.   | 12 червня 1995 | Hebron, Іспанія  | Ґрунт    | Анхелес Монтоліо | 6–7(5), 7–6(3), 4–6 |
| Поразка   | 3.   | 9 червня 1997  | Camucia, Італія  | Тверде   | Софія Фінер      | 3–6, 1–6            |
| Перемога  | 1.   | 21 липня 1997  | Камайоре, Італія | Ґрунт    | Яна Лубасова     | 6–3, 4–6, 6–3       |

### Парний розряд: 4 (4–0)
| Результат | Ранг | Дата            | Турнір           | Покриття | Партнерка          | Суперниці                                   | Рахунок  |
| --------- | ---- | --------------- | ---------------- | -------- | ------------------ | ------------------------------------------- | -------- |
| Перемога  | 1.   | 30 березня 1997 | Дінар, Франція   | Ґрунт    | Германа ді Натале  | Магалі Лямарр Анна-Карін Свенссон           | 6–4, 7–5 |
| Перемога  | 2.   | 21 липня 1997   | Камайоре, Італія | Ґрунт    | Джулія Казоні      | Сінді Док Дженні-Енн Фетч                   | 6–4, 6–1 |
| Перемога  | 3.   | 3 серпня 1997   | Катанія, Італія  | Ґрунт    | Джулія Казоні      | Наталія Бондаренко Биляна Павлова-Димитрова | 7–6, 6–2 |
| Перемога  | 4.   | 8 вересня 1997  | Фано, Італія     | Ґрунт    | Андрея Ехрітт-Ванк | Дженні-Енн Фетч Труді Мусгрейв              | 6–1, 6–4 |